# Станислав Улам
Станислав Марчин Улам (на полски: Stanisław Marcin Ulam) е американски учен от полски произход в областта на математиката и ядрената физика. Той участва в проекта „Манхатън“, създава дизайна на Телър – Улам за термоядрени оръжия, открива концепцията за клетъчния автомат, изобретява метода „Монте Карло“ за изчисление и предлага ядреното импулсно задвижване. В чистата и приложна математика той доказва някои теореми и предлага няколко хипотези.
Роден в богато еврейско-полско семейство, Улам учи математика в Политехническия институт в Лвов, където получава докторска степен през 1933 г. под ръководството на Казимеж Куратовски и Влодзимеж Стожек. През 1935 г. Джон фон Нойман, когото Улам среща във Варшава, го кани в Института за напреднали изследвания в Принстън, Ню Джърси, за няколко месеца. От 1936 до 1939 г. той прекарва лятото в Полша и академичните години в Харвардския университет в Кеймбридж, Масачузетс, където работи за установяване на важни резултати по отношение на ергодичната теория. На 20 август 1939 г. той отплава за Съединените щати за последен път със своя 17-годишен брат Адам Улам. Става асистент в Университета на Уисконсин-Медисън през 1940 г. и гражданин на Съединените щати през 1941 г.
През октомври 1943 г. той получава покана от Ханс Бете да се присъедини към проекта „Манхатън“ в тайната лаборатория Лос Аламос в Ню Мексико. Там той работи върху хидродинамичните изчисления, за да предвиди поведението на експлозивните лещи, необходими за оръжие от имплозивен тип. Той е назначен в групата на Едуард Телър, където работи върху „Супер“ бомбата на Телър за Телър и Енрико Ферми. След войната той напуска, за да стане доцент в Университета на Южна Калифорния, но се завръща в Лос Аламос през 1946 г., за да работи върху термоядрени оръжия. С помощта на екип от жени „компютри“, включително съпругата му Франсоаз Арон Улам, той установява, че „Супер“ дизайнът на Телър е неработещ. През януари 1951 г. Улам и Телър излизат с дизайна на Телър – Улам, който става основа за всички термоядрени оръжия.
Станислав Улам разглежда проблема с ядреното задвижване на ракети, който е предмет на проекта „Ровър“, и предлага като алтернатива на ядрения ракетен двигател „Ровър“ да се използват малки ядрени експлозии за задвижване, което става известно като проект „Орион“. С Ферми, Джон Паста и Мери Цингоу Улам изучава проблема Ферми – Паста – Улам – Цингоу, който се превръща във вдъхновение за областта на нелинейната наука. Той вероятно е най-известен с твърдението, че електронните компютри правят практично прилагането на статистически методи към функции без известни решения и с развитието на компютрите методът „Монте Карло“ се превръща в общ и стандартен подход към много проблеми.